# Tana híd
A Tana-híd (norvégül:Tana bru) közúti függőhíd, amely a Tana-folyó felett ível át Finnmark megyében, Norvégia északi részén. A Tana-híd 220 méter hosszú és leghosszabb fesztávja pillérei közt 194 méter. A hidat 1948-ban adták át. Elődje a második világháború során megsemmisült 1944-ben. A Tana-híd a Tana-folyó alsó 100 kilométeres szakaszán az egyetlen közúti híd és egyben a folyó norvég szakaszán is az egyedüli híd.

## Fordítás
Ez a szócikk részben vagy egészben  a   Tana Bridge című angol Wikipédia-szócikk ezen változatának fordításán alapul.  Az eredeti cikk szerkesztőit annak laptörténete sorolja fel. Ez a jelzés csupán a megfogalmazás eredetét és a szerzői jogokat jelzi, nem szolgál a cikkben szereplő információk forrásmegjelöléseként.